# Eurytoma pollux
Eurytoma pollux is een vliesvleugelig insect uit de familie Eurytomidae. De wetenschappelijke naam is voor het eerst geldig gepubliceerd in 1959 door Claridge.